# Pak So-džun
Pak So-džun (hangul 박서준, anglicky: Park Seo-joon; * 16. prosince 1988 Soul), rodným jménem Pak Jong-kju, je jihokorejský herec. Je známý pro své role v televizních dramatech Kill Me, Heal Me (2015), She Was Pretty (2015), Hwarang: The Poet Warrior Youth (2016–2017), Fight for My Way (2017), What's Wrong with Sekretary Kim (2018) a Třída Itaewon (2020); a filmy Chronicles of Evil (2015), Midnight Runners (2017), The Divine Fury (2019).

## Kariéra
Pak si odbyl svůj debut v roce 2011 v hudebním videu Pang Jong-guka „I Remember“. Poté se objevil v televizních dramatech Dream High 2 (2012), Pots of Gold (2013), One Warm Word (2013), a Witch's Love (2014). Od října 2013 do dubna 2015 byl hostem Music Bank.
V roce 2015 prorazil v dramatech Kill Me, Heal Me a She Was Pretty. Ve stejném roce Pak hrál v thrilleru The Chronicles of Evil.
V roce 2016 hrál v mládežnickém historickém dramatu Hwarang spolu s herečkou Ko Ara. Po natáčení seriálu založili Pak So-džun, V a Pak Hjong-šik skupinu Wooga Squad, do které později přibrali Čchö U-šika a Peakboye.
O rok později slavil úspěch v romantickém dramatu Fight for My Way spolu s herečkou Kim Či-won. Televizní seriál byl v Jižní Koreji velkým hitem a ve svém vysílacím čase dosáhl vysoké sledovanosti. Ve stejném roce hrál s Kang Ha-nulem svou první hlavní roli v akční komedii Midnight Runners. Díky ní získal cenu Nejlepší nový herec na Grand Bell Awards a Korean Association of Film Critics Awards.
V romantickém dramatickém komediálním seriálu televize tvN z roku 2018 What's Wrong with Secretary Kim si Pak hrál společně s herečkou Pak Min-jong. Série byla hitem a Pak za svůj výkon obdržel od kritiků pozitivní recenze.
V roce 2019 si zahrál v okultním filmu The Divine Fury. Ve stejném roce působil jako zvláštní porotce na festivalu Asiana International Short Film Festival. Také si zahrál cameo roli v mezinárodně proslaveném filmu Parazit.
V roce 2020 hrál v dramatu televize JTBC Třída z Itaewonu, kde ztvárnil majitele restaurace. Seriál byl natočen podle webtoonu (digitální komiks) stejného jména. Drama bylo úspěchem a bylo oceněno za jeho zajímavý vývoj příběhu a pestré ztvárnění. Ještě v tomto roce by se měl představit ve sportovním dramatu Dream, kde hraje fotbalistu jménem Jun Hong-te, natočeného I Pjong-honem. Také ztvárnil cameo roli v seriálu Obrazy z mládí.

## Vojenská služba
Svou povinnou vojenskou službu zahájil v roce 2008, když mu bylo 19 let. Byl propuštěn v roce 2010.

## Filmografie
| Rok  | Název CZ/EN            | Originální název                            | Role             |
| ---- | ---------------------- | ------------------------------------------- | ---------------- |
| 2011 | Perfect Game           | Peopekteu geim, 퍼펙트 게임                 | Chil-goo         |
| 2014 | The Beauty Inside      | Byooti insaideu, 뷰티 인사이드              | Woo-jin (cameo)  |
| 2015 | The Chronicles of Evil | Akui yeondaegi, 악의 연대기                 | Cha Dong-jae     |
| 2017 | Real                   | Rieol, 리얼                                 | (cameo)          |
| 2017 | Midnight Runners       | Cheongnyeongyeongchal, 청년경찰             | Park Ki-joon     |
| 2017 | Be with You            | Jigeum mannaleo gabnida, 지금 만나러 갑니다 | Ji-ho (cameo)    |
| 2019 | The Divine Fury        | Saja, 사자                                  | Yong-hoo         |
| 2019 | Parazit                | Gisaengchung, 기생충                        | Min-hyuk (cameo) |
| 2023 | Dream                  | Deurim, 드림                                | Jun Hong-Dae     |
| 2023 | The Marvels            |                                             | Princ Yan        |
| 2023 | Concrete Utopia        |                                             | Min Sung         |

| Rok         | Název CZ/EN                     | Originální název                              | Role                       | Ep.       |
| ----------- | ------------------------------- | --------------------------------------------- | -------------------------- | --------- |
| 2012        | Dream High 2                    | Deurim hai 2, 드림하이                        | Si-woo                     |           |
| 2012        | Family                          | Paemilli, 패밀리                              | Cha Seo-joon               |           |
| 2013        | One Warm Word                   | Ddaddeukhan mal hanmadi, 따뜻한 말 한마디     | Song Min-soo               |           |
| 2013        | Gold, Appear!                   | Geum nawara, deookddak!, 금 나와라, 뚝딱!     | Park Hyun-tae              |           |
| 2014        | A Witch's Love                  | Manyeoeui yeonae, 마녀의 연애                 | Yoon Dong-ha               |           |
| 2014        | Mama                            | Mama , 엄마                                   | Han Geu-roo Starší (cameo) |           |
| 2015        | Kill Me, Heal Me                | Kilmi, hilmi, 킬미, 힐미                      | Oh Ri-on                   |           |
| 2015        | She Was Pretty                  | Geunyeoneun yeppeossda, 그녀는 예뻤다         | Ji Sung-joon               |           |
| 2016 - 2017 | Hwarang: The Poet Warrior Youth | Hwarang, 화랑 : 더 비기닝                     | Moo Myung / Kim Sun-woo    |           |
| 2017        | Fight For My Way                | Ssam maiwei, 쌈 마이웨이                      | Ko Dong-man                |           |
| 2018        | What's Wrong with Secretary Kim | Kimbiseoga Wae Geureolgga, 김비서가 왜 그럴까 | Lee Young-joon             |           |
| 2020        | Itaewon Class                   | Itaewon keullasseu, 이태원 클라쓰             | Park Sae-royi              |           |
| 2020        | Obrazy z mládí                  | Čeongčungirok, 청춘기록                       | (cameo)                    |           |
| 2020        | Record of Youth                 | Chungchungirok, 충청이록                      | Song Min-Su                | (ep.9-10) |
| 2023        | Gyeongseong Creature            |                                               | Jang Tae-Sang              |           |
| 2024        | Gyeongseong Creature S2         |                                               | Jang Tae-Sang              |           |